# Port lotniczy Kudat
Port lotniczy Kudat (IATA: KUD, ICAO: WBKT) – port lotniczy położony w Kudat, w stanie Sabah, w Malezji.